# Флоренция (метрополитенский город)
Метрополитенский город Флоренция (итал. Città metropolitana di Firenze) — территориальная единица в области Тоскана в Италии. 
Площадь 3514 км², население 985 276 человек (2020). 
Образован 8 апреля 2014 года на месте упразднённой провинции Флоренция.
Центр территориальной единицы находится в собственно городе Флоренция.

## География

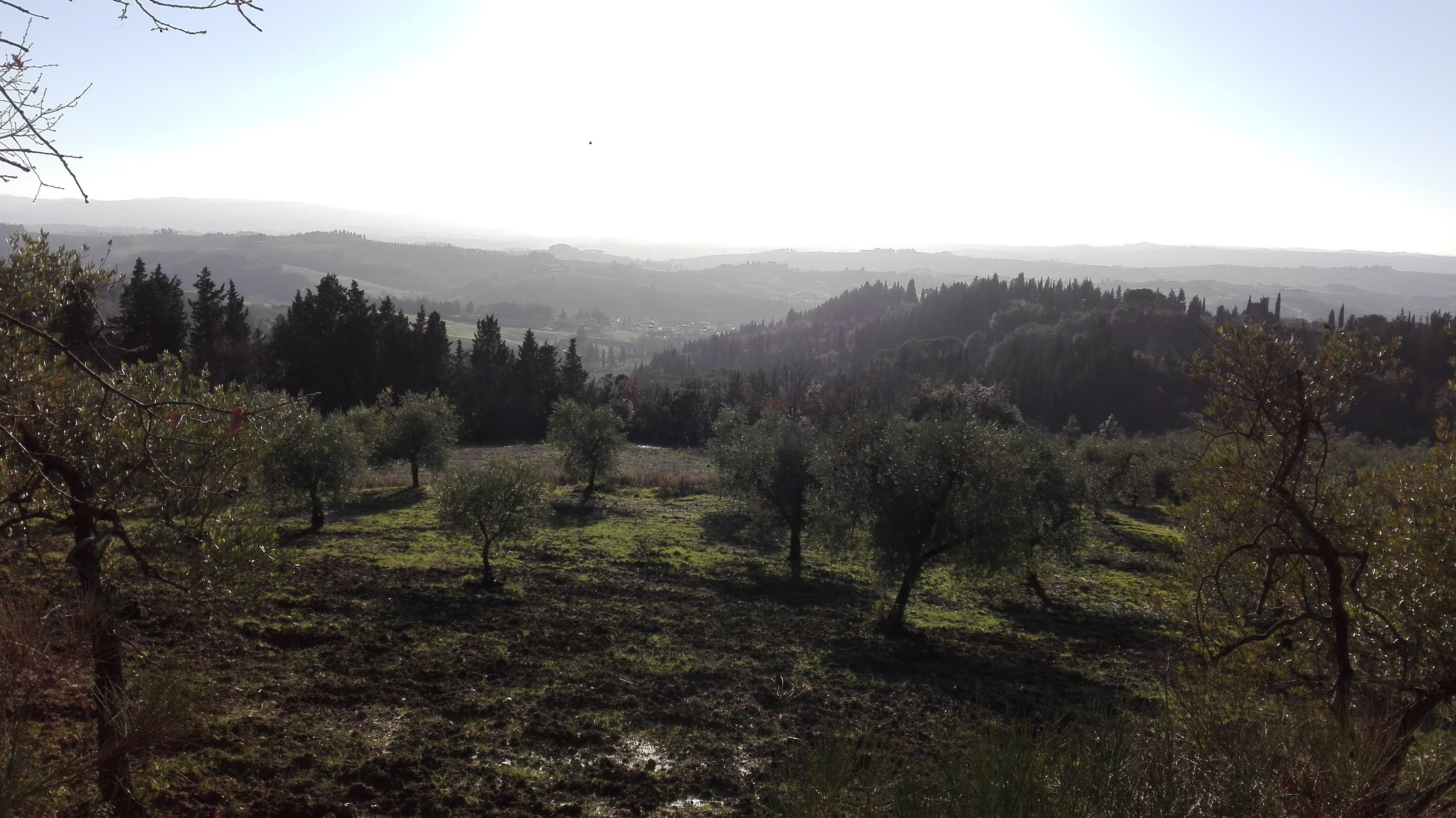
холмистый рельеф комунны Эмполи

Метрополия Флоренции граничит с метрополией Болонья на севере, провинциями Равенна и Форли-Чезена на северо-востоке, провинциями Прато, Пистоя и Лукка на северо-западе, провинцией Пиза на западе, провинцией Сиена на юге и провинцией Ареццо на востоке и юго-востоке. 
Большая часть территории метрополии находится на равнине реки Арно, к западу переходящей в холмистую равнину. Пригороды крупных городов развиты слабее. На севере Флоренция встречается с Апеннинскими горами. Северо-восточная часть столичного города, в Апеннинах, остается наименее развитой.

## Администрация
Институциональным государственным центром области является дворец Медичи-Риккарди во Флоренции, где заседает столичный совет.
|                  | Мандат                                 | Партия                 |
| ---------------- | -------------------------------------- | ---------------------- |
| 1 Дарио Нарделла | 1 января 2015 года — 26 июня 2024 года | Демократическая партия |
| 2 Сара Фунаро    | 26 июня 2024 года — н. в.              | Демократическая партия |

## Экономика
Флоренция популярна среди туристов. Однако область славится не только своим туризмом, но и развитой промышленностью.

### Банкирство и туризм
Более 70% ВВП регион получает за счёт третьего сектора. В крупных городах основана благоприятная туристическая база. Оптовая и розничная торговля является крупнейшим сектором.

### Кожевное дело
В области развит сектор кожевенно-обувной и швейной промышленности. Флоренция является второй провинцией на национальном уровне по экспорту кожи и шкур: экспорт обуви составляет ≈ 577 миллионов евро, а экспорт сумок и аксессуарных товаров ≈ 528 миллионов евро. Gucci, Prada и Ferragamo решили разместить свои дизайнерские и производственные лаборатории во Флоренции. 

### Пищевая промышленность
В агропродовольственном и винодельческом секторе работают более 7000 компаний, в которых занято около 153 000 человек, а оборот экспортируемой продукции составляет ≈ 180 миллионов евро.

### Ремесло
Ремесленный сектор специализируется прежде всего на обработке керамики, стекла и дерева: в нем задействовано около 2500 компаний, а годовой оборот составляет ≈ 850 миллионов евро. Маленькая коммуна Эмполи известна своей древней стекольной промышленностью.

## Коммунны
В состав метрополитенского города входят 41 коммуна:
- Баньо-а-Риполи
- Барберино-Валь-д'Эльса
- Барберино-ди-Муджелло
- Борго-Сан-Лоренцо
- Валья
- Виккьо
- Винчи
- Гамбасси-Терме
- Греве-ин-Кьянти
- Дикомано
- Импрунета
- ? Инчиза-ин-Валь-д'Арно
- Каленцано
- Кампи-Бизенцио
- Капрая-э-Лимите
- Кастельфьорентино
- Ластра-а-Синья
- Лонда
- Марради
- Монтайоне
- Монтелупо-Фьорентино
- Монтеспертоли
- Палаццуоло-суль-Сенио
- Пелаго
- Понтассьеве
- Реджелло
- Риньяно-суль-Арно
- Руфина
- Сан-Годенцо
- Сан-Кашано-ин-Валь-ди-Пеза
- Сесто-Фьорентино
- Синья
- Скандиччи
- Скарперия-э-Сан-Пьеро
- ? Таварнелле-Валь-ди-Пеза
- ? Фильине-Вальдарно
- Фиренцуола
- Флоренция
- Фучеккьо
- Фьезоле
- Черрето-Гвиди
- Чертальдо
- Эмполи